# Сава Мркаљ
Сава Мркаљ (село Сјеничак, Горња Крајина, 1783 — Беч, 1833) био је српски учитељ, монах и филолог. Познат је по томе што је 1810. године написао тада веома актуелну књижицу о српској азбуци Сало дебелог јера либо азбукопротрес, у којој се залагао за реформу језика и правописа. Ово дело утицало је и на Вука Караџића и његову реформу писма.

## Биографија
Сава Мркаљ је рођен 1783. године у Горњој Крајини, у селу Ласињском Сјеничаку првобанијске пуковније где је стекао прву писменост. Године 1799. завршио је школу у Плашком и затим постао српски учитељ у Госпићу. Касније је отишао у Загреб, у академију, па онда и у Пешту, где је слушао предавања из филозофије и математике на универзитету, a титулисан је као „свободних художества и философије доктор." Био је добар зналац немачког, латинског и француског језика, a разумео је и грчки и хебрејски, што је његовом филолошком таленту било од велике користи. Нападан је од службених црквених кругова због својих учених погледа, Сава је мислио да ће их умирити ако се покалуђери, и зато се 1811. године у манастиру Гомирју заиста и закалуђерио и постао јерођакон Јулијан. Гоњења су се само увећавала и он је 1813. године напустио манастир. Године 1817. издао је дело "Палинодија" у коме се одрекао своје графичко-ортографске реформе. Године 1827. је изгубио ментално здравље, па је 1833. године преминуо у бечкој болници за душевне болести. У будимском "Српском народном листу" 1837. године објављене су две његове песме (једна из 1816), које је сачувао лекар др Георгије Мушицки, синовац песника владике Лукијана.

## Мркаљев утицај
Вук Караџић у „Писменици Сербскога језика“ 1814. године је записао: „...имајући за намјерење успјех Сербског Књижества не могу друге Азбуке употребити него Меркаилеву, јербо за Сербски језик лакша и чистија не може бити од ове.“

## О Мркаљевом делу
Сава Мркаљ је 1810. године објавио у Будиму своју расправу, под насловом: "Сало дебелога ера либо Азбукопротрес". Покушао је да "претресе" азбуку којом су се служили оновремени Срби и да да неке принципе. Он је изнео чувено начело српског језика: Пиши како што говориш.
Мр Владо Ђукановић
 Сави Мркаљу требало би да припадне слава што је дефинисао фонолошки систем нашег језика, реформисао азбуку и предложио да cе у српски језик уведе начело «пиши као што rовориш». Вуку Караџићу требало би да припадне слава што је дорадио дизајн шест слова, што је први применио тако реформисану ћирилицу и фонолошко правописно начело и што се читавог живота жестоко борио за њих, не дочекавши коначну победу која је стигла тек 1868. године, четири године после његове смрти, 58 година после Савиног Сала дебелога јера и 50 година после Вуковог Српског рјечника. Сава Мркаљ је био геније, додуше непризнати, како то с генијима почесто бива, а Вук је био маестрални прагматичар који је схватио значај Мркаљевоr дела и који је умео да га, уз неколико интервенција, приведе коначној намени, прихвативши га касније као своје дело.

Вуку смо се, рекло би се, одужили. Сави ћемо се, ваљда, одужити. Ако ни због чега другога, оно да бисмо ствари поставили на своје место, сада када знамо где им је место.

## Историјске и друштвене прилике у периоду Савиног рођења
Сава је рођен у Ласињском Сјеничаку, на Кордуну, у Војној Крајини. Одатле је Хабзбуршка монархија регрутовала најјефтинију војску свог времена. Нису постојале школе сем понека основна - клиричка. У то време се у Европи развија разнолика друштвена и филозофска мисао и разноврсне уметности. То је време када су у Европи деловали Монтескје, Русо, Волтер, Дидро, чувени француски просветитељи. У Енглеској се развија филозофски рационализам, чији су представници; Џон Лок, Дејвид Хјум, Френсис Бекон. Јављају се протестантски рационализам где се истичу Лајбниц, Спиноза, Декарт и немачки класични идеализам који заступају Кант, Шелинг, Фихте, Хегел.
Срби су чували своје име и идентитет уз помоћ СПЦ-е. Црква се ослањала на Русију, тада једину словенску независну државу, чији је народ био православне вере. Да би се приближила Русији, СПЦ је већ у првој половини 18. века за свој богослужбени језик прихватила црквенословенски језик руске редакције који је и данас у употреби у црквеним обредима упоредо са српским језиком. Године 1774. Русија је Кучук Кајнарџијским миром и званично постала заштитник православних хришћана на Балкану.
У том периоду деловала је српска образовна и интелектуална елита. У њих се убрајају Јован Рајић који пише прву историју Срба, Захарије Стефановић Орфелин пише Плач Србији (1762) и Живот Петра (1772) на рускословенском.
Године 1790. одржан је Темишварски сабор на ком је за митрополита изабран Стефан Стратимировић који ће на том месту остати до 1836. године. Доситеј Обрадовић је 1783. године објавио своје дело Живот и прикљученија.
У таквим политичким, друштвеним и историјским приликама родио се Сава Мркаљ. Савин отац Петар био је „пучанин”, док података о мајци нема. Савин биограф наводи да је Сава рођен у плетари, у којој су заједно боравили људи и стока. Рођен је у беди и сиромаштву, малешак, нејак и бледуњав. Био је потиштен и несигуран и као такав повлачи се у себе. Тако почиње његово особењаштво. Сава је још у раном детињству своју предност у односу на вршњаке видео на духовном и интелектуалном плану.

## Школовање
Основну школу Сава је завршио у Сјеничаку, а потом богословију у Плашком. Сава је још у основној школи приметио да деца уче часловац тако што напамет бубају слова и речи које не разумеју. „Страстију твојеју Христе страстјеј свободихом сја и воскресенијем твојим из истљенија избавихом сја. Господи слава тебје.” Увидео је да нико не говори тако. Сава наводи да; „Тако не говори ни мој ћаћа Петар, ни сеоске бабе Инђија, Марта и Јулика, не говоре ни орачи, ни жетелице, ни говедари”.
Након што је 1799. године завршио двогодишњу Клирикалну школу у Плашком, постао је учитељ у „славеносербској” школи у Госпићу. Сава се овде није дуго задржао. Он се није уклопио у школску средину, није нашао заједнички језик са својим ученицима. Наиме, ти ученици су били неколико година старији од Саве, све „брадоње” и  „бркоње”, који су били синови официра и трговаца, припадници социјално вишег слоја. Они су подбадали Саву и долазили у сукоб са њим. Такође, нису могли да прате градиво које им је учитељ Сава излагао, нити су се трудили да нешто науче. Због тога је Сава одлучио да се повуче након две године учитељевања.

Сава је постао ученик загребачке Архигимназије 1803/4 године. Из свих предмета је оцењен оценом еминенс (одличан). Године 1805/6 Сава је уписао филозофске студије на загребачкој краљевској Академији знаности. На крају 1805. године Сава полаже Tentamen publicum (јавни испит) из логике, историје филозофије и математике, а 1806. године из архитектуре, хидротехнике и метафизике. Од 102 слушаоца Сава је био први у рангу из математике. 
„Он је plebeius, а око себе, у Загребу, има колеге чији су родитељи cives (пургери), па и племићи. Социјалне разлике су драстичне, па и антагонизми у односима неизбјежни.“
На универзитету у Пешти Сава студира филозофију и математику од 1807. до 1810. године. Ту је срео младе српске интелектуалце, медицинаре: Димитрија Давидовића (1789 - 1838), Димитрија Фрушића (1790 - 1838), Луку Милованова (1784 - 1828).
Сусрет двојице српских језичких реформатора, Саве Мркаља и Вука Караџића догодио се 1810. године у посластичарници код Стефана. Они су се одмах зближили и проучавали Улог ума человјеческога Павла Соларића, кога Сава назива „наш велики Соларић”. То је период када се буди национална идентитетска самосвест. Зарад стварања слободне националне државе, потребно је створити духовну, језичку и књижевну подлогу уз помоћ школованих људи. Тада је први учени филолог међу Србима био Сава Мркаљ. У таквим политичким околностима он пише и објављује Сало дебелога јера.

## Сало дебелога јера либо азбукопротрес
Књижица под називом Сало дебелога јера либо азбукопротрес, штампана је „У Будимју граду”, септембра 1810. године. Ова брошура била је малог обима и величине 184 х 114 мм. Штампана је црквеном ћирилицом и била је изузетно значајна за српску културу, јер је њен аутор у њој први пут извршио свеобухватну реформу српске ћирилице. Тиме је дубоко ушао у дефинитивно решење питања реформе српске ћирилице.
Матица српска је почетком 2010. године издала ову Мркаљеву књижицу чиме је обележила „200 - годишњицу (1810—2010) изласка из штампе овог знаменитог дела које је у великој мери допринело Вуковом коначном реформисању српске ћирилице у другој деценији XIX века”.
У овој књизи од 18 страна Сава је написао и нека своја запажања. Он је увидео да деца ни након четири године читања из часловца не могу да науче да читају, јер су им ти текстови били потпуно неразумљиви. Запазио је и да у црквеној ћирилици има далеко више знакова, тј. слова, него гласова.
Сава је у свом делу поставио два основна начела на којима и данас почивају наше писмо и језик. То су начела: један глас једно слово и пиши као што говориш. Многи мисле да је ово језичко правило поставио Вук, а он је једноставно то преузео од Мркаља. У Предисловију изриче похвалу Доситеју, који дебело јер често испушта. За Соларића наводи да је „дика и милота сербска”. Сава истиче да је проучио дело чувеног енглеског филозофа, родоначелника емпиријске теорије спознаје и зачетника филозофије језика, Џона Лока (1632 - 1704).
Немачки филолог Јохан Аделунг (1732 - 1806) је 1790. године прогласио начело „Пиши како говориш”. То начело Сава је применио на српски правопис, док сам Аделунг није успео да га примени на немачки језик. Мркаљ је у српском језику пребројао гласове и избројао 29 (џ није узео у обзир) и ћириличке знакове (слова), и избројао их је 41. Сава је одбацио вишак који је био велики. Он је тврди знак јер сматрао најнепотребнијим и поспрдно га је називао дебелим.
Мркаљ је 25 гласова покрио словима, а за љ, њ, ђ, ћ је тражио диграме, али је и то решио тако што је додао меки знак словима л, н, т, д означавајући тако њихову мекоћу. Своје дело Сава завршава речима: „Зато от данас све наше правописаније под ово долази начело - пиши како говориш”.
Појава ове књижице изазвала је лавину коментара. У Бечу, Пешти и Будиму, међу малим научним српским круговима Сало дебелога јера дочекано је са одушевљењем. Копитар је испитивао Вука:  „Ма ко је тај Мркаљ? Ја сам на ових 18 страница нашао више језичке филозофије него у каквој дебелој граматици“.
Године 1814. Вук Караџић је написао дело под називом Писменица сербскога језика по говору простога народа, чиме је заокружио Мркаљеву реформу.

У предговору Писменице, Вук је између осталог написао:  
„Ја сад овде, имајући за намјерење успјех серпскога књижества, не могу друге азбуке употребити него Меркајилову, јербо за серпски језик лакша и чистија не може бити од ове. Г. Меркајило изабрао је из славенски писмена за серпски језик сљедујућа: а, б, в, г, д, е, ж, з, и к, л, м, н о, п, р с, т, у, ф, х, ц, ч, ш, и тврдо, које Сава звао дебело јер. А изоставио је серпскоме језику непотребна...“
Мркаљ је доста допринео Вуковој правописној реформи, идејама и практичним решењима. Сава је последње странице свога дела штампао својом новом ћирилицом уз напомену под текстом: „Довде смо свакоако, а одавде новом азбуком пишемо”.

## Калуђер Јулијан
Сава Мркаљ се замонашио под притиском Цркве. У двадесет осмој години, таман када је био на корак до научне славе, он се повлачи и тражи душевни мир у манастиру Гомирје. Овај свестрано надарен човек није успео да се уклопи са једва писменом братијом, која га је задиркивала и са којом је долазио у физички сукоб. Јосиф Рајачић, архимандрит гомирског манастира и будући патријарх српски није био од помоћи Сави Мркаљу, као ни Стратимировић, па и Лукијан Мушицки. Они нису имали довољно разумевања и хришћанске љубави за образованог и надареног Саву.
Данко Перић, публициста, наводи да је Стратимировић био окрутан према Мркаљу, а разлог томе био је Мркаљев удар на црквену ћирилицу и дебело јер. Перић истиче, да је Саву у манастир Гомирје прогнао управо Стратимировић, и да је од пештанске цензуре испословао да се Мркаљева дела не штампају. Након што се Сава замонашио појављује се Вукова Писменица, за коју му Копитар саветује да је преда Сави Мркаљу на преглед, али Вук му одговара „али он је далеко”. Вук није знао где се Сава налази. Мркаљ је морао да устукне пред Стратимировићем и Црквеним људима и да се замонаши.
За дефинисање фонолошког система нашег језика, реформисање азбуке и предлога о увођењу начела „пиши као што говориш” заслужан је Сава Мркаљ. Вук Караџић је први применио све што је дефинисао Сава, и дорадио дизајн шест слова. За разлику од Мркаља, Вук се жестоко борио за реформу.
Мркаљ је остао у гомирском манастиру две године, до 1813. године. У наредних 12 година, Сава Мркаљ је био учитељ, најпре у Бовићу (1814), у Карловцу (од 1816)  и  по Далмацији ( 1820 - 1822) у Дубровнику. Био је секретар унијатског владике Бенедикта Краљевића у Шибенику. Упркос томе остао је веран православљу. Држао је приватне часове латинског у Карловцу (1825. године). Неко време је боравио у манастиру Светог Ђорћа у Банату. Због насртаја на извесног Милинковића, учитеља цртања, коме је предавао латински, Мркаљ је доспео у затвор 1826. године. Сава је Милинковића убо ножем, а тај напад је окарактерисан као последица Савине душевне болести. Након овог немилог догађаја, Сава бива смештен у карловачку болницу у којој је боравио од 1827. до 1829. године. Крајем године бива пребачен у бечку душевну болницу.

## Плинодиј (хвалоспев) Дебелом јеру
Године 1817. Мркаљ пише Палинодиј дебелом јеру. Исте године, Сава пише Вуку и пише оду владики Лукијану Мушицком, у нади да ће му владика омогућити да се поново врати у манастир. Вуку пише писмо из Карловца, насловљено са „Просвијећени Господине, Мени предраги пријатељу“. Пише му о изашлим књигама, што би значило да је Сава и у одсуству читао и био у току. Такође, Мркаљ се у овом писму осврнуо и на књигу Милована Видаковића и дао свој критички и негативан коментар.

Вук је нашао Мркаља у Бечкој душевној болници. Након пријатељске преписке из 1817. године, наступио је тајац. Године 1833. Сава је у лошем стању, и јавља се Вуку из Бечке душевне болнице, и ословљава га са „Благородни, високо-учени високопоштовани Господине“. 
Пише му:  „Увјерен будући да Вас не мрзи разумјети, како се налазим, пишем Вам из постеље и јављам да ми је сада много лакше: крв тешким и дугим страдањем узнемирена већ умири се говорити могу и чујем бољма и надам се да ћу ови дана из постеље устати моћи, Вас просим да ми дођете ба-рем још једном ако више пута доћи не узможете. Дарујете л` ужасно биједну и невољну још коју књигу, Бог ће Вам, ако дје Бог јест, наплатити. Разумијевасе, Сербску књигу желим, а то јест коју сте Ви писали“. У потпису „Ваш препонизни и благородни Сава Мркаљ.“
Вук га посећује, и при њиховом сусрету, Сава му даје своју свешчицу од десетак песама, које су сачуване захваљујући Вуку, и које представљају доказ о Савиној песничкој надарености. Петнаестак дана после Вукове посете Сава је преминуо у душевној болници у Бечу 1833. године. Сава Мркаљ је упркос својим заслугама остао мање познат и у сенци Вуковог лика и дела.